# OCBプロ
OCBプロは、テレビ番組・映画・コンピュータゲームなどの音楽制作・選曲・音響効果の業務を行う制作プロダクション。

## 沿革
- 1980年代に プロジェクト80から派生

## 所属スタッフ
- 川嶋明則
- 川嶋信好

## 元所属スタッフ
玉井実（→ヴェントゥオノ）
藤沢貴章（→ヴェントゥオノ）
志田博英（→ヴェントゥオノ）
戸辺豊（→ヴェントゥオノ）
田中寿一（→J-WORKS）
笠松広司（→J-WORKS→デジタルサーカス）
村山直幸（→ヴェントゥオノ）
仲西匡（→ヴェントゥオノ）
大久保吉久（→ヴェントゥオノ）
山田稔（→J-WORKS→ena）
青山豊明（→AXL）
石川清（→AXL）
井澤利幸（→AXL）
川下祐佳（→AXL）
舘川雄史（→J-WORKS→サウンドオーバー）
田村智之（→J-WORKS→クジラノイズ）

## 主な担当番組

### バラエティ

#### レギュラー
- オレたちひょうきん族（フジテレビ）
- テレビくん、どうも（フジテレビ）
- 所さんのただものではない!（フジテレビ）
- 志村けんのだいじょうぶだぁ（フジテレビ）
- あっぱれさんま大先生（フジテレビ）
- IQエンジン（フジテレビ）
- ダンス!ダンス!ダンス!（フジテレビ）
- ダウンタウンのごっつええ感じ（フジテレビ）
- 夢で逢えたら（フジテレビ）
- 夢の中から（フジテレビ）
- 生生生生ダウンタウン（TBS）
- 新しい波（フジテレビ）
- ダウンタウン也（TBS）
- たほいや（フジテレビ）
- お茶とUN（テレビ朝日）
- 志村けんはいかがでしょう（フジテレビ）
- ダウンタウン汁（TBS）
- とぶくすり（フジテレビ）
- ゲッパチ!UN アワーありがとやんした!?（フジテレビ）
- ラスタとんねるず'94（フジテレビ）
- 志村けんのオレがナニしたのヨ?（フジテレビ）
- クイズ赤恥青恥（テレビ東京）
- 冒冒グラフ（フジテレビ）
- よゐこのわるぢえ（TBS）
- めちゃ×2モテたいッ!（フジテレビ）
- けんちゃんのオーマイゴッド（フジテレビ）
- めちゃ×2イケてるッ!（フジテレビ）
- 発掘!あるある大事典（関西テレビ）
- Shimura-X（フジテレビ）
- おはスタ（テレビ東京）
- ぷらちなロンドンブーツ（テレビ朝日）
- HAMASHO（読売テレビ）
- 超!よしもと新喜劇（毎日放送）
- 痛快!知らぬはオトコばかりなり（関西テレビ）

#### 単発
- 新春かくし芸大会（フジテレビ）
- ドリフ大爆笑（フジテレビ）
- FNS歌謡祭（フジテレビ）
- スターどっきり㊙報告（フジテレビ）
- ドキッ!丸ごと水着!女だらけの水泳大会（フジテレビ）
- タケちゃんの思わず笑ってしまいました（フジテレビ）
- 志村けんのバカ殿様（フジテレビ）
- FNS番組対抗NG大賞（フジテレビ）
- タモリ・たけし・さんまBIG3 世紀のゴルフマッチ（フジテレビ）
- 加トちゃんケンちゃん光子ちゃん（フジテレビ）
- 明石家サンタの史上最大のクリスマスプレゼントショー（フジテレビ）
- たけし・さんまの有名人の集まる店（フジテレビ）

### ドラマ

#### 連続ドラマ
1995年
- 金田一少年の事件簿（日本テレビ）

1996年
- ピュア（フジテレビ）
- ドク（フジテレビ）

1997年
- サイコメトラーEIJI（日本テレビ）
- ぼくらの勇気 未満都市（日本テレビ）

1998年
- ショムニ（フジテレビ）
- LOVE&PEACE（日本テレビ）
- ハルモニア この愛の涯て（日本テレビ）

#### スペシャルドラマ
- 音の犯罪捜査官・響奈津子（フジテレビ、金曜エンタテイメント内）
- 心はロンリー気持ちは「…」（フジテレビ、金曜エンタテイメント内）

### アニメ

#### テレビアニメ
- るろうに剣心 -明治剣客浪漫譚-（フジテレビ）

#### OVA
- 逮捕しちゃうぞ（バンダイビジュアル）

#### 映画アニメ
- 音響生命体ノイズマン（バンダイビジュアル）